# Firebug
Firebug bylo rozšíření Mozilla Firefox sloužící k ladění a editaci webových stránek. Firebug byl šířen jako opensource pod BSD licencí. Firebug obsahoval pokročilejší konzoli JavaScriptu. Během roku 2016 byl Firebug integrován do vývojářských nástrojů přímo ve Firefoxu.

## Základní funkce
1. Kontrola a úprava HTML.
2. Práce s CSS. Zobrazení jednotlivých stylů ke každému elementu a případně jejich editace.
3. Zobrazení měřítka na obrazovce.
4. Sledování všech dotazů vyvolaných ze stránky - Síťový monitor.
5. Ladící nástroj pro JavaScript včetně konzole pro příkazy.
6. Okno pro zobrazení chyb, které se vyskytly při zobrazení stránky.
7. Stromové procházení DOM.

## Firebug v jiných prohlížečích
Některé vlastnosti Firebugu má i jeho lehčí forma Firebug Lite, což je javascriptový kód spustitelný v prohlížečích Internet Explorer, Opera a Safari. Obdobnou funkci najdete v Opeře pod názvem Dragonfly.